# Хан, Арчи
Чарльз Арчибальд «Арчи» Хан (англ. Charles Archibald "Archie" Hahn; 14 сентября 1880, Доджвилл, Висконсин, США — 21 января 1955, Шарлотсвилл, Виргиния, США) — американский легкоатлет, трёхкратный чемпион летних Олимпийских игр 1904 в спринтерском беге.
Арчи Хан родился в городе Доджвилл, Висконсин 14 сентября 1880 года. В 1901 году он смог установить личный рекорд в беге на 100 ярдов с результатом 9,8 с. Через два года он дважды выиграл чемпионат США по лёгкой атлетике в забегах на 100 и 220 ярдов. В том же году он поступил в Мичиганском университете по специальности право, который закончил в 1905 году.
В 1904 году Хан принял участие в летних Олимпийских играх 1904 в Сент-Луисе. Он участвовал в трёх дисциплинах — бег на 60, 100 и 200 м. Он выигрывал все забеги, в которых участвовал, став трёхкратным чемпионом Игр, причём в финале бега на 200 м он установил олимпийский рекорд со временем 21,6 с. Хан стал первым легкоатлетом, выигравшим обе спринтерские дистанции (100 и 200 м) на одной Олимпиаде.
После Игр Хан ещё раз стал чемпионом США в забеге на 220 ярдов в 1905 году и стал победителем в дистанции 100 м на неофициальных Олимпийских играх 1906 в Афинах, но Международной олимпийский комитет не признаёт эту Олимпиаду и поэтому формально Хан не стал Олимпийским чемпионом в четвёртый раз.
Завершив спортивную карьеру, Хан стал тренировать университетские команды и написал книгу «Как бегать спринт» (англ. How to Sprint).
Арчи Хан умер в 21 января 1955 года в Шарлотсвилле, Виргиния. За свои достижения он получил прозвище «Милуокский метеор» и был включён в Легкоатлетический зал славы мичиганского университета в 1983 году.

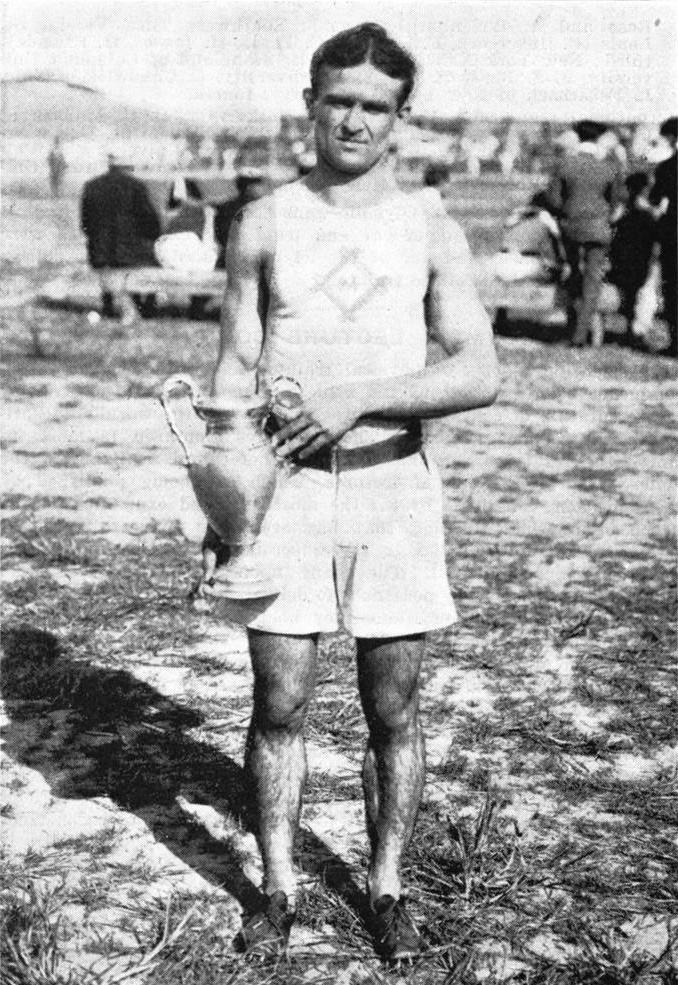
Арчи Хан с кубком
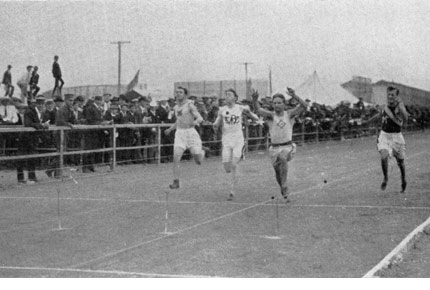
Арчи Хан финиширует в забеге на 60 м